# Galíndez
Galíndez es una novela de Manuel Vázquez Montalbán, publicada en 1990, que se centra en un episodio real, dramático y oscuro: el secuestro, tortura y asesinato en 1956 de Jesús de Galíndez, representante del Gobierno vasco en el exilio ante el Departamento de Estado estadounidense. Fue incluida en la lista de las 100 mejores novelas en español del siglo XX del diario español El Mundo. En 1991, la novela fue galardonada con el Premio Nacional de Narrativa. La novela también ganó el Premio Europeo de Literatura en 1992.
El relato, al ser una reconstrucción de los acontecimientos llevada a cabo por una universitaria norteamericana: 
1. abarca lugares y épocas muy diferentes: desde el País Vasco hasta Manhattan, pasando por el Caribe, y desde la década de 1950 hasta la actualidad;
2. da cabida a personajes del más variado carácter; y
3. revela no pocas claves de la realidad contemporánea.